# Pseudagrion hageni
Pseudagrion hageni är en trollsländeart. Pseudagrion hageni ingår i släktet Pseudagrion och familjen dammflicksländor. IUCN kategoriserar arten globalt som livskraftig.

## Underarter
Arten delas in i följande underarter:
- P. h. hageni
- P. h. tropicanum